# Поход против мирз Ногайской Орды (1508)
Поход против мирз Ногайской Орды (1508) — вооружённый конфликт между Казахским ханством и Ногайской ордой.

## Предыстория
В 1503 году многие восточные ногайские улусы, оказались под властью казахских правителей. Об этом косвенно свидетельствуют источники, в том числе материалы Посольского приказа. В дополнениях к наказу русским посланникам, отправленным к Александру (гонец выехал из Москвы 4 июня 1503 года), приводится информация о том, что «Тахтамыш Алчин, и Салтан Ахмат Акасов сын, и Алчигир мырза Мусин сын и иные мырзы» «перебегли на сю сторону» Волги «от казаков», «а Емгурчей мырза да и мырзы болшие на той стороне Волги, а с ними в розни». Мурзы кочевали вместе с ханом Большой Орды Ших-Ахметом «за Медведицами», «а людей у них мало». Уже в начале июля крымский хан Менгли-Гирей в послании в Москву сообщил, что мирзы оставят хана и перекочуют за Волгу к улусам Ямгурчи.

## Ход событий
В 1508 году казахские правители предприняли новый поход против мирз Ногайской Орды, воспользовавшись смертью Хасана, сына Ваккаса, который с 1504 года заменил Ямгурчи на посту ногайского правителя. В августе того же года ногайский мирза Алчагир сообщил в Москву: «Сеие стороны нам ратны казаки сказали нам, что идут к нам ратию, и мы против их покочевали и, бог даст, оттоле поздорову воротимся…» — при этом речь шла о казахах. По предположению В. В. Трепавлова, казахское войско было значительным, так как восточные ногайские отряды не стали отражать нападение самостоятельно и вызвали подкрепление с Волги. Источники не уточняют, дошло ли до прямого столкновения. После казахи овладели Яиком. Мухаммед Хайдар отмечает, что в период, когда Касым, хотя и стал влиятельной фигурой, еще не принял титул хана, Бурундук-хан находился в Сарайчике.
Известно, что весной 1509 года Алчагыр-мирза вернулся в своё кочевье и вступил в вооружённое столкновение с Шейх-Мухаммедом. Предполагается, что эти события нашли отражение в эпосе «Кобланды-батыр», где упоминается, как Алчагыр в одном из походов захватил народ Кобланды-батыра и разрушил город Караспан. Согласно исследователю С. Жолдасбайулы, этот город располагался на левом берегу реки Арыс, в районе зимовки Обручевка, ныне Южно-Казахстанская область.

### Значение
В ходе казахско-ногайскойй борьбы преимущество в конечном счёте оказалось на стороне джучидов, чему способствовала неблагоприятная политическая обстановка в западной части Ногайской Орды, как отмечал А. И. Исин, с запада на ногайские земли наступали крымские правители, а с востока усиливалось давление со стороны Казахского ханства. В 1509 году крымские войска нанесли поражение ногайцам, что ещё больше ослабило их позиции, особенно на восточных рубежах. Это привело к тому, что часть ногайских улусов признала власть казахских ханов, а другие были вынуждены откочевать на правобережье Волги. Под власть Казахского ханства перешёл и важный политико-экономический центр Ногайской Орды — город Сарайчык, который казахи считали своим законным владением. о правлении там Бурундук-хана сообщает Мирза Мухаммед Хайдар в «Тарих-и Рашиди», а также исследователь А. И. Исин. О широком распространении казахской власти в регионе свидетельствует и Фазлаллах ибн Рузбихан Исфахани, писавший в 1509 году, что казахи кочуют от Кыпчакской степи до берегов Волги. Эту западную политику продолжил Касым-хан, при котором, по данным «Зубдат ал-асар» Абдаллаха Балхи, часть ногайских племён также признала казахскую власть, а в 1513 году он возглавил войско, в составе которого были как казахи, так и мангыты (ногаи), в походе на Туркестан и Ташкент.

## Последствия
После смерти Мусы и Ямгурчи влияние в Ногайской Орде попытался установить Крым, регулярно отправляя войска против ногайских мурз, часть которых оказалась вынуждена признать крымский сюзеренитет. Одновременно, с востока на ногайцев усилилось давление со стороны Касым-хана. Таким образом, в начале XVI века Ногайская Орда оказалась зажатой между Крымом и Казахским ханством.